# Campeonato do Japão de Ciclismo Contrarrelógio
Os Campeonatos do Japão de Ciclismo Contrarrelógio organizam-se anualmente e ininterruptamente desde o ano 1999 para determinar o campeão ciclista do Japão de cada ano, na modalidade.
O título outorga-se ao vencedor de uma única carreira, na modalidade de Contrarrelógio individual. O vencedor obtém o direito a portar um maillot com as cores da Bandeira do Japão até campeonato do ano seguinte, somente quando disputa provas Contrarrelógio.

## Palmarés

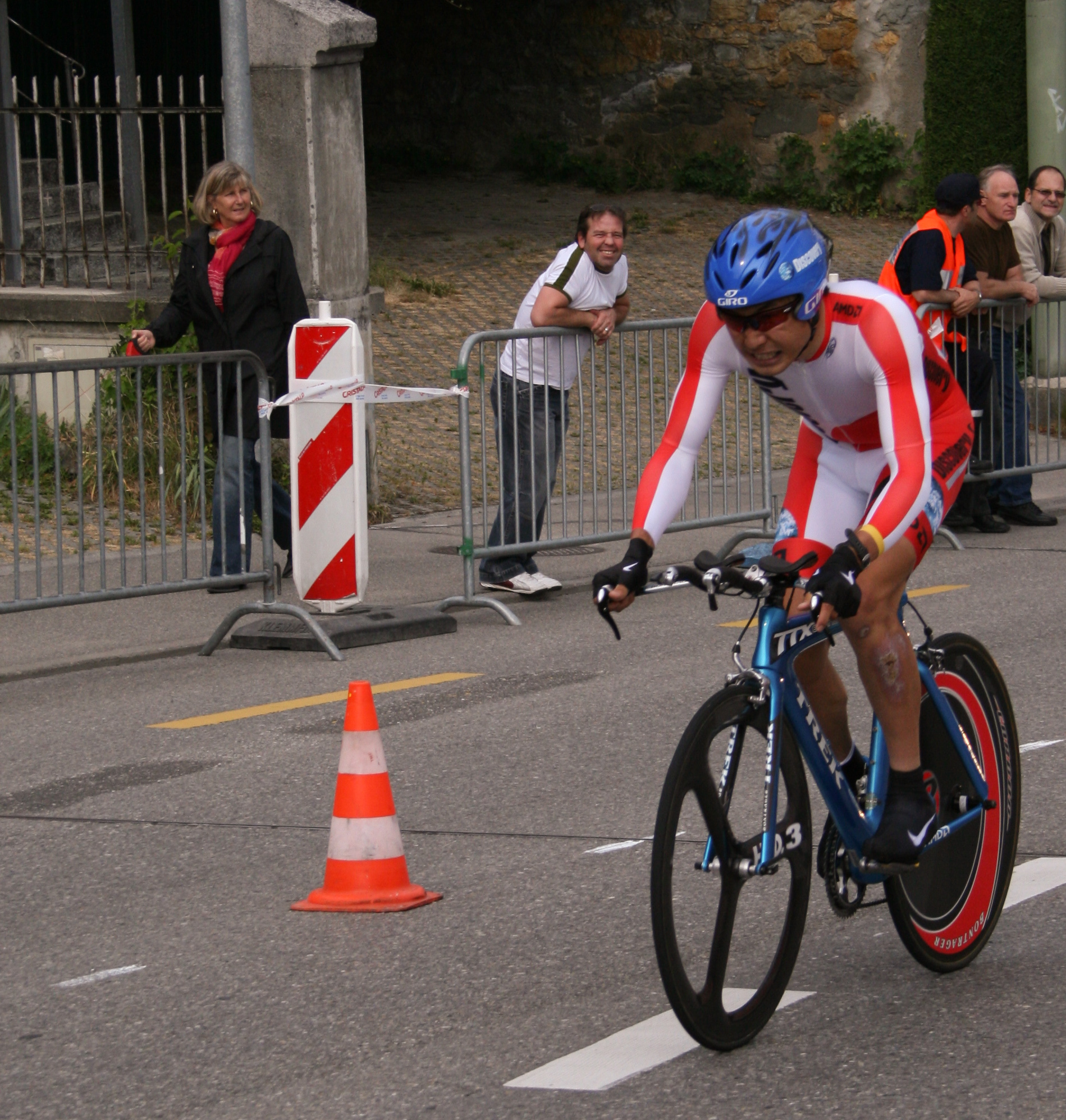
Fumiyuki Beppu com o maillot de campeão de Japão CRI

| Ano  | Ganhador           | Segundo         | Terceiro         |
| 1998 | Makoto Iijima      | Kumi Sugimura   | Mika Ogishima    |
| 1999 | Yoshiyuki Abe      | Makoto Iijima   | Tomoya Kano      |
| 2000 | Yoshiyuki Abe      |                 | Kazuya Okazaki   |
| 2001 | Akira Kakinuma     | Yoshiyuki Abe   | Ken Hashikawa    |
| 2002 | Kazuya Okazaki     | Tomoya Kano     | Akira Kakinuma   |
| 2003 | Kazuya Okazaki     | Makoto Iijima   | Ken Hashikawa    |
| 2004 | Makoto Iijima      | Yoshiyuki Abe   | Masahiko Mifune  |
| 2005 | Makoto Iijima      | Kazuhiro Mori   | Tomoya Kano      |
| 2006 | Fumiyuki Beppu     | Makoto Iijima   | Kazuya Okazaki   |
| 2007 | Kazuya Okazaki     | Taiji Nishitani | Tomoya Kano      |
| 2008 | Kazuya Okazaki     | Taiji Nishitani | Tomoya Kano      |
| 2009 | Kazuhiro Mori      | Makoto Iijima   | Taiji Nishitani  |
| 2010 | Shinichi Fukushima | Nara Motoi      | Makoto Iijima    |
| 2011 | Fumiyuki Beppu     | Junya Sano      | Ryōta Nishizono  |
| 2012 | Ryōta Nishizono    | Junya Sano      | Taiji Nishitani  |
| 2013 | Masatoshi Ōba      | Ryōta Nishizono | Kazushige Kuboki |
| 2014 | Fumiyuki Beppu     | Junya Sano      | Genki Yamamoto   |
| 2015 | Ryutaro Nakamura   | Nariyuki Masuda | Ryota Nishizono  |
| 2016 | Ryōta Nishizono    | Junya Sano      | Nariyuki Masuda  |
| 2017 | Ryōta Nishizono    | Junya Sano      | Rei Onodera      |
| 2018 | Kazushige Kuboki   | Ryo Chikatani   | Yuma Koishi      |
| 2019 | Nariyuki Masuda    | Atsushi Oka     | Fumiyuki Beppu   |
| 2020 | Não se disputou    | Não se disputou | Não se disputou  |
| 2021 | Nariyuki Masuda    | Masaki Yamamoto | Hideto Nakane    |
| 2022 | Sohei Kaneko       | Yuma Koishi     | Yukiya Arashiro  |